# Faint Perfume
Faint Perfume è un film muto del 1925 diretto da Louis J. Gasnier.

## Trama
Dopo sei anni di matrimonio, Barnaby Powers divorzia dalla moglie Richmel che ritorna a casa insieme al piccolo Oliver, il loro bambino. L'uomo vorrebbe avere la custodia del figlio e segue l'ex moglie per chiedergliela. Lei dapprima si dimostra disponibile ma, quando scopre che Barnaby si è innamorato di sua cugina Ledda, cambia idea. Richmel non è una madre molto attenta e Oliver quasi rimane ucciso in un incidente. La donna, volendo andarsene con un nuovo amore, lascia il bambino a Barnaby e a Ledda.

## Produzione
Il film fu prodotto dalla B.P. Schulberg Productions.

## Distribuzione
Distribuito dalla Al Lichtman e Preferred Pictures Corporation, il film uscì nelle sale cinematografiche USA nel giugno 1925.
Non si conoscono copie ancora esistenti della pellicola che viene considerata presumibilmente perduta.